# 呼伦贝尔盟 (1948年—1949年)
呼伦贝尔盟设立于1948年年初。当年1月15日，内蒙古自治政府发布命令，呼伦贝尔地方取消自治，改称呼伦贝尔盟，额尔钦巴图为盟长。
当时，呼伦贝尔盟下辖海拉尔市、满洲里市、扎赉诺尔市（今扎赉诺尔区）、牙克石街道和新巴尔虎左旗、新巴尔虎右旗、额尔古纳旗、陈巴尔虎旗、索伦旗等旗。同月，呼伦贝尔地方自卫军改编为内蒙古人民解放军独立第9团。1949年4月11日，由呼伦贝尔盟和纳文慕仁盟合并成立呼伦贝尔纳文慕仁盟。